# Albana
Albana bianca ist eine Weißweinsorte. Es handelt sich um eine alte Sorte, aus der in der italienischen Region Emilia-Romagna der gleichnamige Weißwein Albana di Romagna erzeugt wird. Als erster Weißwein hat der Albana di Romagna 1987 DOCG-Status erhalten. Albana Spumante ist ein ebenfalls aus Albana hergestellter Schaumwein.
Die Sorte Albana wird auch Greco oder Greco di Ancona genannt, ist aber nicht mit der Sorte Greco Bianco verwandt. In einer 2008 veröffentlichten Untersuchung wurde bei Albana eine Verwandtschaft zur Rebsorte Garganega hergestellt. Aufgrund der noch nicht ermittelten Eltern der Sorte Garganega lässt sich das genaue verwandtschaftliche Verhältnis noch nicht präzisieren. Albana wurde bereits im 13. Jahrhundert erwähnt. Es sind etwa 4.500 Hektar Rebfläche in der Emilia-Romagna mit Albana bestockt. Die Qualität der Weine lässt teilweise zu wünschen übrig, da sehr hohe Hektarerträge zugelassen sind.
In den Anbaugebieten werden noch die Spielarten Albana a grappolo rondo o gentile, Albana a grappolo fitto, Albana a grappolo lungo, Albanone oder Albana grossa unterschieden. Sie ist möglicherweise mit der Sorte Riminese verwandt, die auf Korsika (→ Weinbau auf Korsika) zu finden ist.

## Ampelographische Sortenmerkmale
In der Ampelographie wird der Habitus folgendermaßen beschrieben:
- Die Triebspitze ist stark weißwollig behaart, mit karminrotem Anflug. Die grünen Jungblätter sind leicht behaart und gefleckt kupferfarben.
- Die großen Blätter sind fünflappig und tief gebuchtet (siehe auch den Artikel Blattform). Die Stielbucht ist geschlossen, wobei sich die Enden überlappen. Das Blatt ist spitz gesägt. Die Zähne sind im Vergleich der Rebsorten sehr mittelweit gesetzt. Die Blattoberfläche (auch Spreite genannt) ist blasig derb.
- Die walzenförmige Traube ist groß, lang, geschultert und dichtbeerig. Die rundlichen Beeren sind mittelgroß und von goldgelber Farbe.

Die wuchskräftige Rebsorte Albana treibt spät aus und reift ca. 30 Tage nach dem Gutedel: Sie zählt daher zu den spätreifenden Sorten. Sie wird häufig vom Falschen Mehltau und von der Grauschimmelfäule befallen. Gegen den Echten Mehltau ist sie recht resistent. Ihr Ertrag ist aufgrund der Krankheitsanfälligkeit unregelmäßig.
Albana ist eine Varietät der Edlen Weinrebe (Vitis vinifera). Sie besitzt zwittrige Blüten und ist somit selbstfruchtend. Beim Weinbau wird der ökonomische Nachteil vermieden, keinen Ertrag liefernde, männliche Pflanzen anbauen zu müssen.

## Synonyme
Die Sorte Albana ist auch unter folgenden Namen bekannt: Alba de Bologne, Albana, Albana a Grappo Longo, Albana a Grappolo Fitto, Albana a Grappolo Gentile, Albana a Grappolo Lungo, Albana a Grappolo Rado, Albana a Lungo Grappolo di Faenza, Albana Bianca di Bertinovo, Albana Bianca di Civitella, Albana Bianca di Forli, Albana Bianca di Roma, Albana Bianca di Romagna, Albana Bianca di Terra del Sole, Albana Bijela, Albana della Bagarona, Albana della Compadrona, Albana della Forcella, Albana della Gaiana, Albana della Serra, Albana di Bertinoro, Albana di Bologna, Albana di Cesena, Albana di Chieti, Albana di Forli, Albana di Gatteo, Albana di Lugo, Albana di Montiano, Albana di Pesaro, Albana di Rimini, Albana di Romagna, Albana di Sarsina, Albana di Sogliano, Albana di Terra del Sole, Albana Gentile, Albana Gentile Bianca, Albana Gentile di Bertinoro, Albana Gentile di Faenza, Albana Gentile di Ravenna, Albana Grossa, Albana Grosso, Albana Lugo, Albana Pizzigati, Albanaccia, Albano, Albano di Forli, Albanone, Albuelis, Biancame, Biancame di Jesi, Biancame Sinalunga, Bianchetto, Creminese, Criminese, Forcella, Forcellata, Forcellina, Forcelluta, Greco, Greco a Grappolo Lungo di Ancona, Greco a Grappolo Lungo e Sciolto di Ancona, Greco a Grappolo Lungo Sciolto, Greco Bianco, Greco di Ancona, Grimenese, Grimenesse, Raccia Pollone, Ribona, Rimenese, Riminese, Riminese ad Uva Rossa, Riminese Bianco, Riminese dell Elba, Ruminese, Sforcella, Uva Riminese, Villa.